# Journalisthøjskolen
 "DJH" omdirigeres hertil. For den tekniske skole med samme forkortelse, se Den jydske Haandværkerskole.
Danmarks Medie- og Journalisthøjskole (før 2008 Danmarks Journalisthøjskole) er Danmarks største uddannelses- og forskningsinstitution på det journalistiske område. Skolen ligger på Helsingforsgade i det nordlige Aarhus og uddanner journalister og fotojournalister på en fireårig bacheloruddannelse, hvoraf halvandet år foregår i praktik. Fra 2019 og frem til 2021, tog uddannelsen tre et halvt år, hvoraf et år var i praktik.
Afdelingen for fagjournalistik udbyder desuden en række uddannelser:
- Fagjournalistuddannelsen på heltid eller deltid (for personer, som har gennemført en videregående uddannelse, og som har mindst to års erhvervserfaring)
- Tillægsuddannelsen (for universitetsstuderende på kandidatniveau)
- Suppleringsuddannelsen i journalistisk formidling (for bachelorstuderende på humaniora)
- I samarbejde med Aarhus Universitet udbydes fra 2007 desuden kandidatuddannelsen cand.public. som henvender sig både til universitets- og journalistbachelorer.
Journalistuddannelsen i Aarhus startede i 1946 som et kursus på Aarhus Universitet og var i mere end et halvt århundrede det eneste sted i landet, der uddannede journalister. Navnet Danmarks Journalisthøjskole har været brugt siden 1962, mens loven om journalisthøjskolen først blev vedtaget i 1970. Den tidligere journalisthøjskole på Olof Palmes Allé blev indviet i 1973.
I januar 2008 fusionerede Danmarks Journalisthøjskole med Mediehøjskolen (tidl. Den Grafiske Højskole). Fællesnavnet er nu Danmarks Medie- og Journalisthøjskole.

## Rektorer på Danmarks Medie- og Journalisthøjskole
- 1992-1994: Jens-Kristian Søgaard[1]
- 1994-2007: Kim Minke
- 2007-2007: Jens Otto Kjær Hansen (konstitueret)
- 2007-2011: Anne-Marie Dohm
- 2011-2019: Jens Otto Kjær Hansen
- 2019-2021: Trine Nielsen
- 2021-2022: Jens Grund (konstitueret)
- 2022-: Julie Sommerlund